# Friedrich Schweig
Friedrich Schweig (* 19. September 1874 in Worms-Pfeddersheim; † 1. Juni 1964 in Frankfurt-Höchst) war ein deutscher Metallarbeiter und Mitglied des Provinziallandtages der Provinz Hessen-Nassau.

## Leben
Friedrich Schweig wurde als Sohn Lederarbeiters Gottfried Schweig (1845–1881) und dessen Ehefrau Katharina Berkes (1844–1878) geboren und wurde zum Schlosser ausgebildet.
Er engagierte sich politisch, wurde Mitglied der USPD (1921–1922), der SPD (1924–1931 und nach 1945) und der Sozialistischen Arbeiterpartei Deutschlands (ab 1932–1945).
1918 wurde er Vorsitzender des Arbeitsausschusses der Motorenfabrik Oberursel. In den 1930er und 1940er Jahren war er wieder als Fräser tätig und dabei von 1932 bis 1934 bei den Adlerwerken und von 1938 bis 1943 bei den Merzwerken beschäftigt.
Von 1921 bis 1932 hatte er ein Mandat für den Nassauischen Kommunallandtag des Regierungsbezirks Wiesbaden bzw. für den Provinziallandtag der Provinz Hessen-Nassau, wo er Mitglied des sozialpolitischen und des Bauausschusses war. 
Im Jahre 1930 hatte der Landtag 52 Abgeordnete: 15 SPD, 11 Hessische Arbeitsgemeinschaft, 6 Zentrum, 5 Christlich-Nationale Bauern- und Landvolkspartei, 3 KPD, 3 NSDAP, 3 Wirtschaftspartei, 2 DVP und 2 DDP.
Nach seinem Umzug nach Stierstadt im Jahre 1938 war er dort im Gemeinderat und dabei zeitweilig Vorsitzender der SPD-Fraktion.
1957 wurde er Ehrenbürger von Stierstadt.